# Фудбалско ривалство Србије и Албаније
Фудбалско ривалство Албанија-Србија, раније познато као фудбалско ривалство Албанија-Југославија, високо је конкурентно спортско ривалство које постоји између фудбалских репрезентација две земље, као и њихових навијачких група. Ривалство се сматра једним од најжешћих на свету због догађаја који су се одиграли релативно недавно током рата на Косову. Напети односи између два народа су стога подстакнути политичким и историјским разликама.
Тимови су имали само два меча, а Албанија и Србија су имале по једну победу.

## Историја

### 21. век
На утакмици квалификација за УЕФА Еуро 2016. године, прва фудбалска утакмица између Албаније и Србије одржана је 14. октобра 2014. године на стадиону Партизана у Београду. Када је меч почео, српска публика је скандирала „Убиј Албанца“. Песме попут „Убиј Србина“, „Убиј Хрвата“ и „Убиј Албанца“ постале су део балканског фудбалског фолклора на стадионима широм региона након што је национализам порастао након ратова између земаља. Потом се на терену појавио дрон квадрокоптер са мапом Велике Албаније. Након што је српски фудбалер Митровић покушао да зграби заставу, напали су га албански играчи. Тада су се обе стране умешале у тучу, а навијачи су бурно реаговали. Бранислав Ивановић је након избијања нереда рекао да су српски фудбалери заклањали албанске док су се враћали у тунел. Утакмица је прекинута при резултату 0-0 након што су навијачи упали на терен. Председник ФИФА осудио је такво понашање и казнио оба фудбалска савеза.
Суд за спортску арбитражу (ЦАС) је 10. јула 2015. године, доделио победу Албанији резултатом 3-0. Дана 8. октобра 2015. године у Елбасан Арени у Албанији одржана је друга утакмица између нација. Аутобус фудбалске репрезентације Србије каменовали су албански демонстранти. Неколико сати пре почетка утакмице, албанска полиција је испаљивала рафале из водених топова, док је хеликоптер зујао изнад оближњих зграда. Утакмица је завршена тако што је Србија победила Албанију резултатом 2:0. Други меч је углавном протекао без тензија јер су уведене јаче мере обезбеђења и друге мере заштите од инцидената. Једини знак интензивног ривалства било је гласно звиждање албанских навијача током интонирања српске химне. Од ове утакмице Албанија и Србија нису одиграле фудбалску утакмицу због тензија.

## Свеукупни резултати

### Свеукупно
| Конкуренција                | Рунда                 | Утакмице | Победе   | Победе | Нерешено | Голови   | Голови |
| Конкуренција                | Рунда                 | Утакмице | Албанија | Србија | Нерешено | Албанија | Србија |
| --------------------------- | --------------------- | -------- | -------- | ------ | -------- | -------- | ------ |
| Светско првенство у фудбалу | конкуренција          | 0        | 0        | 0      | 0        | 0        | 0      |
| Светско првенство у фудбалу | квалификациони процес | 0        | 0        | 0      | 0        | 0        | 0      |
| УЕФА Европско првенство     | конкуренција          | 0        | 0        | 0      | 0        | 0        | 0      |
| УЕФА Европско првенство     | квалификациони процес | 4        | 1        | 3      | 0        | 3        | 8      |
| Балкански куп               | Балкански куп         | 3        | 0        | 2      | 1        | 4        | 7      |
| Пријатељске                 | Пријатељске           | 0        | 0        | 0      | 0        | 0        | 0      |
| Укупно                      | Укупно                | 7        | 1        | 5      | 1        | 7        | 15     |